# 六番南出入口
六番南出入口（ろくばんみなみでいりぐち）は、愛知県名古屋市熱田区にある名古屋高速4号東海線の出入口である。

## 概要
東海JCT方面への入口と同方面からの出口のみをもつハーフインターチェンジである。この入口から都心環状線方面には行けないため、隣りの六番北入口を利用する必要がある。出口は入口よりやや南側にある。

## 接続する道路
- 名古屋市道江川線
- 国道1号（出入口の北方に位置する「六番一丁目交差点」で接続）

## 歴史
- 2013年11月23日 : 六番北出入口 - 木場出入口間開通に伴い供用開始

## 利用台数
名古屋市統計年鑑による利用台数の推移
| 2013年（平成25年）度 | 110566台 |  |

## 周辺
- 六番町駅（名古屋市営地下鉄名港線）
- 名古屋国際会議場
- 名古屋市中央卸売市場本場

## 隣
名古屋高速4号東海線
(402/412)六番北出入口 - (403/413)六番南出入口 - (404/414)港明出入口